# Pomacle
Pomacle é uma comuna francesa na região administrativa do Grande Leste, no departamento de Marne. Estende-se por uma área de 11.19 km², e possui 454 habitantes, segundo o censo de 2018, com uma densidade de 41 hab/km².